# Many (Louisiana)
Many ist eine Stadt und Parish Seat des Sabine Parish im US-amerikanischen Bundesstaat Louisiana. Das U.S. Census Bureau hat bei der Volkszählung 2020 eine Einwohnerzahl von 2571 ermittelt.
Many ist Teil der sozioökonomischen Region Ark-La-Tex, die Teile der vier Bundesstaaten Arkansas, Louisiana, Oklahoma und Texas umfasst.

## Geographie
Many liegt im Westen des Bundesstaates Louisiana, etwas mehr als 20 Kilometer östlich der Grenze zu Texas. Westlich der Stadt befindet sich der Sabine National Forest.
Nahegelegene Städte sind unter anderem Zwolle (12 km nordwestlich), Pleasant Hill (27 km nördlich) und Natchitoches (37 km östlich).

## Geschichte
Ihren Namen erhielt die Stadt noch vor ihrer Gründung. Der Bundesstaat entschied am 21. März 1843 unter der Leitung von Gouverneur Alexander Mouton, das Natchitoches Parish zu verkleinern und aus Teilen dessen die neuen Verwaltungseinheiten Sabine Parish, De Soto Parish und Bossier Parish zu formen. In Ehrung des Offiziers Colonel James B. Many sollte der Parish Seat des Sabine Parish Many genannt werden. Dieser politische Akt sah zudem die Bestimmung einer genauen Position der neuen Stadt sowie die Ernennung eines Sheriffs und eines Richters für das neue County vor. Lange Zeit war Fort Jesup Kandidat für den Parish Seat; dieser Vorschlag wurde aufgrund der Lage sowie des sich in der Stadt befindlichen Militärreservats jedoch verworfen.
Jedoch wurde schnell ein neuer Ort gefunden. Auf dem heutigen Stadtgebiet befanden sich anfangs nur eine Taverne, ein kleines Hotel sowie Geschäft, die unter dem Namen Baldwin zusammengefasst wurden. Baldwin lag an der überregionalen Straße El Camino Real an einem Punkt, an dem sich mehrere kleinere Straßen kreuzten. Die Taverne war ein beliebter Haltepunkt für Reisende auf dieser Fernverkehrsstraße. Letztlich musste nur noch ein genauer Platz zur Gründung der neuen Stadt Many gefunden werden. Hierbei halfen vier Bewohner des alten Kreuzungspunktes, die der Parish-Verwaltung 160.000 Quadratmeter Land übergaben. Kurz darauf wurden die ersten Gebäude errichtet. Um das Stadtwachstum zu beschleunigen, wurde weiteres Land übergeben. Dadurch konnten auch Öffentliche und Verwaltungsgebäude errichtet werden. 1844 hatte die Stadt einen zentralen Platz und acht Straßen. Am 3. März 1853 wurde sie offiziell in das Parish sowie den Bundesstaat eingemeindet.
Zur Regierung der Stadt wurden die fünf Bevollmächtigten John Baldwin, Alexander Byles, M. Fulchrod, Henry Earls und John Waterhouse ernannt. Ihre erste Amtshandlung war es, die Hausgrundstücke zum Verkauf anzubieten. Am 31. Dezember 1844 wurden die ersten Parzellen für unter 40 US-Dollar pro Stück verkauft. 1847 wurde mit dem Bau einer Masonic Society Hall sowie einer Methodistischen Kirche begonnen.
1859 wurde ein Gefängnis errichtet, 1880 das Parish Courthouse. Vor dem Bau des Courthouses wurden offizielle Versammlungen vor allem in der Kirche abgehalten. Eine erste städtische Volkszählung ergab 1880 eine Einwohnerzahl von 147.

## Verkehr
Vom Westen in den Süden der Stadt verläuft der U.S. Highway 171, der die Stadt mit Shreveport im Norden und Lake Charles im Süden verbindet. Mehr als 30 Kilometer östlich der Stadt verläuft die Interstate 49.

## Demographie
Die Volkszählung 2010 ergab eine Einwohnerzahl von 2706 Menschen, verteilt auf 1073 Haushalte und 345 Familien. Die Bevölkerungsdichte betrug 923 Menschen pro Quadratkilometer. 48,2 % der Bewohner waren Weiße, 47,4 % Schwarze, 1,7 % Hispanics oder Lateinamerikaner, 0,5 % Asiaten und unter 0,1 % Pazifische Insulaner. 0,3 % entstammten einer anderen Ethnizität, 1,9 % hatten zwei oder mehr Ethnizitäten. Das Durchschnittsalter lag bei 36 Jahren, das Pro-Kopf-Einkommen betrug über 12.000 US-Dollar, womit mehr als ein Drittel der Bevölkerung unterhalb der Armutsgrenze lebte.

## Persönlichkeiten
- Charles Joiner, ehemaliger Football-Profi und Mitglied der Pro Football Hall of Fame, wurde in Many geboren.